# Dothichiza turgida
Dothichiza turgida är en svampart som först beskrevs av Elias Fries, och fick sitt nu gällande namn av Franz Xaver von Höhnel 1909. Dothichiza turgida ingår i släktet Dothichiza och familjen Dothioraceae.   Inga underarter finns listade i Catalogue of Life.